# Balitoropsis
Genre
Balitoropsis est un genre de poissons téléostéens de la famille des Balitoridae et de l'ordre des Cypriniformes. Les Balitoropsis font partie des dites "véritable loche" ; mais sont également connus sous le nom de "loche lézard". Les deux espèces suivantes sont originaires d'Asie orientale.

## Liste des espèces
Selon Randall, Z.S. & Riggs, P.A. (2015) :
- Balitoropsis ophiolepis (Bleeker, 1853)
- Balitoropsis zollingeri (Bleeker, 1853)